# ブルーフォレスト
ブルーフォレスト（blue forest）は、東京都渋谷区にある株式会社blue cloverが運営する芸能プロジェクトである。

## 概要
夢見るアイドルプロジェクト。
2014年に運営会社である株式会社blue cloverのもとに自社所属のアイドルのプロデュース等の業務を分離する形で設立された。
所属アイドルの楽曲の殆どは代表である西山雄作により作曲されており、主催ライブの演出や映像製作等も基本的には自社で行っている。
2020年の新型コロナウイルス流行の際には所属するアイドルの楽曲を未リリースのものも含めて全曲無料ダウンロード配信を行い話題となった。

## 過去の所属アーティスト・タレント

### グループ
- エルフロート（2020年10月30日解散）
- ダイヤモンドルフィー（2018年9月活動停止）
- I.D.And Fly LooM（2020年10月24日解散）
- リアライト（2016年結成、翌17年活動停止）
- Rilly（2019年10月26日解散）
- クローバーガールズ
- ブルーフォレスト研修生